# Tugéras-Saint-Maurice
Tugéras-Saint-Maurice är en kommun i departementet Charente-Maritime i regionen Nouvelle-Aquitaine i västra Frankrike. Kommunen ligger  i kantonen Montendre som ligger i arrondissementet Jonzac. År 2022 hade Tugéras-Saint-Maurice 383 invånare.

## Befolkningsutveckling
Antalet invånare i kommunen Tugéras-Saint-Maurice
Referens:INSEE